# A Cinderella Story
A Cinderella Story (prt: A História da Cinderela; bra: A Nova Cinderela) é um filme de comédia romântica norte-americano de 2004 dirigida por Mark Rosman e protagonizada por Hilary Duff, Chad Michael Murray, Jennifer Coolidge e Regina King. Uma modernização do clássico conto de fadas Cinderela, o enredo do filme gira em torno de dois amigos da internet que planejam se encontrar pessoalmente no baile do Dia das Bruxas.
Hilary Duff aceitou fazer este filme pois Cinderela era sua história favorita na infância. Rupert Grint inicialmente interpretaria o personagem Austin Ames, mas teve que desistir do personagem devido às filmagens de Harry Potter e o Prisioneiro de Azkaban. Regina King e Jennifer Coolidge já tinham trabalhado juntas em O Céu Pode Esperar (2001) e Legally Blonde 2: Red, White & Blonde.
O filme foi lançado em 16 de julho de 2004. Em seu fim de semana de estreia, o filme arrecadou US$ 13,623,350 em 2,625 cinemas nos Estados Unidos e no Canadá, ocupando o quarto lugar nas bilheterias, atrás de I, Robot, Spider-Man 2 e Anchorman: The Legend of Ron Burgundy. Na semana seguinte, caiu para o quinto lugar, com os recém-chegados Catwoman e The Bourne Supremacy. Até o final de sua exibição, A Cinderella Story arrecadou US$ 51,438,175 no mercado interno e US$ 18,629,734 internacionalmente, totalizando US$ 70,067,909 em todo o mundo. Embora tenha recebido críticas negativas da crítica, o filme foi um sucesso de bilheteria, arrecadando US$ 70 milhões com seu orçamento de US$ 19 milhões e gerou quatro seqüências diretamente em vídeo. cada uma apresentando uma versão moderna da história da Cinderela: Another Cinderella Story (2008) com Selena Gomez, A Cinderella Story: Once Upon a Song (2011) com Lucy Hale, A Cinderella Story: If the Shoe Fits (2016) com Sofia Carson e A Cinderella Story: Christmas Wish (2019) com Laura Marano. As seqüências usam os temas e situações, mas não contêm nenhum personagem do primeiro filme. Ao contrário do primeiro filme, as seqüências também incluem musical, dança e temas de eventos de feriados.

## Sinopse
Sam Montgomery vive no Vale de São Fernando, área de Los Angeles, com seu pai viúvo Hal, que dirige um restaurante de fast food Diner com temas populares esportivos. Sentindo que Sam precisa de uma mãe, Hal se casa com uma mulher vaidosa chamada Fiona, que tem filhas gêmeas fraternas socialmente desajeitadas, Brianna e Gabriella. Durante o sismo de Northridge de 1994, Hal é morto quando ele corre para salvar Fiona. Devido a ele ter supostamente deixado nenhum testamento, Fiona recebe todos os seus pertences, incluindo a casa, o restaurante, e para seu desalento, Sam, que a obrigam a trabalhar na lanchonete da família.
Sam, em seu pequeno tempo livre, usa o computador, onde conhece um amigo virtual de nome Nomad, com quem se comunica o dia todo através de mensagens de texto e bate-papo. Um dia, esse menino a convida para uma festa de Halloween, Rhonda, a garçonete da lanchonete que cuidou de Sam, e o resto do pessoal da lanchonete também a convencem a desobedecer a Fiona e ir ao baile de qualquer maneira. Sam, usando uma máscara e o velho vestido de casamento de Rhonda, encontra Nomad no baile e fica surpreso ao saber que ele é Austin Ames, um dos garotos mais admirados em sua escola, que se apaixonou por ela quando ela entrou. Os dois decidem deixar a festa para andar sozinhos e se conhecerem um pouco melhor. Ao compartilhar uma dança romântica, Sam e Austin começam a se apaixonar. Mas assim que Austin está prestes a desmascará-la, o alarme do celular de Sam dispara, avisando-a para voltar ao restaurante antes de Fiona à meia-noite. Ela sai sem revelar sua identidade para Austin e deixa o telefone no caminho, o qual é encontrado por Austin.
A partir desse momento, Samantha faz de tudo para que Austin não descubra que ela era a Cinderela da festa. Porém tudo vai por água abaixo, quando suas meia-irmãs descobrem a verdade. Elas então, junto com Shelby, ex-namorada de Austin, fazem uma "peça de teatro" para que toda escola saiba que ela é apenas uma garçonete. Depois de uma reunião de ambos os jovens e um longo discurso da menina, Austin Ames, no meio do futebol americano da escola, vai para onde Sam está e ambos conseguem ser felizes e realizar o grande sonho da infância: entrar na Princeton University.

## Elenco
- Hilary Duff como Samantha "Sam" Montgomery
  - Hannah Robinson como jovem Sam
- Chad Michael Murray como Austin Ames
- Jennifer Coolidge como Fiona Montgomery
- Regina King como Rhonda
- Dan Byrd como Carter Farrell
- Madeline Zima como Brianna
  - Carlie Westerman como jovem Brianna
- Andrea Avery como Gabriella
  - Lilli Babb como jovem Gabriella
- Julie Gonzalo como Shelby Cummings
- Whip Hubley como Harold "Hal" Montgomery
- Brad Bufanda como David
- Simon Helberg como Terry
- J. D. Pardo como Ryan Hanson
- Erica Hubbard como Madison
- Kady Cole como Caitlyn
- Aimee Lynn Chadwick como Astrid
- Lin Shaye como Mrs. Wells
- Kevin Kilner como Andy Ames
- Mary Pat Gleason como Eleanor
- Paul Rodriguez como Bobby
- James Eckhouse como Mr. Farrell
- Jonathan Slavin como Vernon
- John Billingsley como Mr. Rothman
- Art LaFleur como técnico de futebol

## Dublagem brasileira
- Sam Montgomery: Lina Mendes[7]
- Fiona : Geisa Vidal[7]
- Austin Ames; Bruno Miguel[7]
- Carter Farrell: Gustavo Nader[7]
- Rhonda: Rosane Correa[7]
- Shelby Cummings: Luisa Palomanes[7]

## Recepção
A Cinderella Story teve uma recepção geralmente desfavorável por parte da crítica especializada. No Rotten Tomatoes, o filme tem uma classificação de aprovação de 11% com base em 103 avaliações, com uma classificação média de 3.6/10. O consenso crítico do site diz: "Uma atualização genérica do clássico conto de fadas, sem inspiração". No Metacritic, o filme tem uma pontuação de 25 em 100, baseado em 30 críticos, indicando "avaliações geralmente desfavoráveis". As audiências pesquisadas pelo CinemaScore deram ao filme uma nota média de "A-" em uma escala A+ a F.
Roger Ebert chamou A Cinderella Story de "um filme idiota e estúpido". O filme foi indicado para cinco Teen Choice Awards na cerimônia de 2005, ganhando o prêmio de Choice Movie Blush Scene, no mesmo ano Duff ganhou o Kids Choice Awards de Atriz de Filme Favorita. Em 2005, Duff também recebeu uma indicação para o prêmio Framboesa de Ouro de Pior Atriz.

## Trilha sonora
A trilha sonora do filme foi lançado no dia 13 de julho de 2004 nos Estados Unidos.
| N.º            | Título                                              | Compositor(es)                                                                   | Produtor(es)                                 | Duração |  |
| 1.             | "Our Lips Are Sealed" (Hilary Duff and Haylie Duff) | Jane Wiedlin, Terence Hall                                                       | Charlie Midnight, Spider                     | 2:40    |  |
| 2.             | "Anywhere but Here" (Hilary Duff)                   | James Marr, Wendy Page, Chico Bennett                                            | Bennett                                      | 3:31    |  |
| 3.             | "The Best Day of My Life" (Jesse McCartney)         | David Katz, Robert Palmer, Lindy Robbins                                         | Charlton Pettus                              | 3:13    |  |
| 4.             | "Girl Can Rock" (Hilary Duff)                       | Midnight, Denny Weston Jr.                                                       | Midnight, Weston Jr.                         | 3:11    |  |
| 5.             | "Now You Know" (Hilary Duff)                        | Kara DioGuardi, Pettus, Michelle Lewis                                           | Pettus                                       | 3:39    |  |
| 6.             | "One in this World" (Haylie Duff)                   | Diane Warren                                                                     | Midnight, Spider                             | 4:12    |  |
| 7.             | "Crash World" (Hilary Duff)                         | Desmond Child, Andreas Carlsson, Julian Bunetta                                  | Child, Midnight, Bunetta                     | 3:01    |  |
| 8.             | "To Make You Feel My Love" (Josh Kelley)            | Bob Dylan                                                                        | Pettus                                       | 3:32    |  |
| 9.             | "Sympathy" (Goo Goo Dolls)                          | John Rzeznik                                                                     | Goo Goo Dolls, Rob Cavallo                   | 2:48    |  |
| 10.            | "Friend" (Kaitlyn)                                  | Kaitlyn Harner, Johnny Douglas                                                   | Douglas                                      | 3:49    |  |
| 11.            | "Beautiful Soul (Cinderella Mix)" (Jesse McCartney) | Andy Dodd, Adam Watts                                                            | Watts, Dodd, Sherry Kondor, Ginger McCartney | 3:58    |  |
| 12.            | "I'll Be" (Edwin McCain)                            | McCain                                                                           | Matt Serletic                                | 5:22    |  |
| 13.            | "Fallen" (Mýa)                                      | Rich Shelton, Kevin Veney, Loren Hill, Leonard Huggins, Luiz Bonfá, Maria Toledo | Shelton, Hill, Veney                         | 3:25    |  |
| 14.            | "First Day of the Rest of Your Life" (MxPx)         | Michael Herrera                                                                  | Dave Jerden                                  | 3:02    |  |
| Duração total: | Duração total:                                      | Duração total:                                                                   | Duração total:                               | 49:17   |  |